# Cẩm Châu (Quảng Nam)
Cẩm Châu is een phường van Hội An, naast Tam Kỳ de tweede stad van de provincie Quảng Nam.
Cẩm Châu ligt aan de oever van de Hội An.